# Aeroportul Regional Montrose
Aeroportul Regional Montrose (IATA: MTJ, ICAO: KMTJ, FAA LID: MTJ) este un aeroport din Comitatul Montrose, Colorado, Colorado, Statele Unite ale Americii ce deservește zona Montrose⁠(d). Aeroportul a fost tranzitat în 2022 de 463.140 de pasageri. A fost numit după zona deservită.
Situat la o altitudine de 1.755 m, aeroportul dispune de 2 piste.

## Infrastructură

### Piste
Aeroportul dispune de 2 piste. Pista 17/35 are suprafața de asfalt și dimensiunile 10.000 picioare × 150 picioare. Pista 13/31 are suprafața de asfalt și dimensiunile 7.510 picioare × 100 picioare. 